# هاینر شوهمان
هاینر شوهمان (انگلیسی: Heiner Schuhmann؛ زادهٔ ۴ نوامبر ۱۹۴۸) بازیکن فوتبال اهل آلمان است.
از باشگاه‌هایی که در آن بازی کرده‌است می‌توان به باشگاه فوتبال آگسبورگ و باشگاه فوتبال مونیخ ۱۸۶۰ اشاره کرد.